# سیارک ۱۷۷۹۵
سیارک ۱۷۷۹۵ (به انگلیسی: 17795 Elysiasegal، نامگذاری:1998FJ61) هفده هزار و هفتصد و نود و پنجمین سیارک کشف شده‌است که در ۲۰ مارس ۱۹۹۸ کشف شد.
قدر مطلق سیارک برابر ۱۶٫۲ است.